# Косинский, Лев Афанасьевич
Лев Афанасьевич Косинский (1909—1984) — советский дирижёр, музыкальный педагог, заслуженный деятель искусств Карельской АССР (1959).

## Биография
В 1935 году окончил дирижёрский факультет Киевской консерватории. Работал артистом симфонического оркестра в Московской филармонии, главным дирижёром симфонического оркестра в Ижевске, художественным руководителем филармонии и главным дирижёром оркестра в Ярославле, солистом Архангельской филармонии.
В 1943—1946 годах — главный дирижёр в театре Музыкальной комедии в КФССР.
В 1946—1948 годах — художественный руководитель Карельской филармонии.
В 1948—1953 годах — директор Петрозаводского музыкального училища.
25 марта 1953 года был назначен директором и дирижёром ансамбля песни и танца Карелии «Кантеле».